# Pitbull: Free Agent
Pitbull: Free Agent là mixtape chính thức đầu tiên của nam ca sĩ nhạc rap Pitbull. Mixtape được phát hành miễn phí trên trang web chính thức của anh và một số trang web khác vào ngày 17 tháng 8 năm 2008.

## Danh sách ca khúc
1. The Truth (Intro)
2. We About That
3. I Made You Look
4. Dem Miami Boyz (Prod. DJ Noodles)
5. The Art Of War
6. A Million And One Questions
7. Cut The Check
8. Can't Stop Him
9. Pitbull Speaks #1
10. The Connect
11. They Know
12. About My Business
13. Haterz Everywhere
14. Got Money
15. American War
16. Can't U Tell (hợp tác với Red Cafe, Hot Rod, Trazz, Murphy Lee, Jay Rock)
17. Come With Me
18. U Ain't Know
19. Stay In Ya Place (hợp tác với Bun B)
20. Duffle Bag Boy (DJ Buddha Remix)
21. A Milli
22. Blood Is Thicker Than Water (hợp tác với Redd Eyez)
23. Pitbull Speaks #2
24. I Love A Hata (hợp tác với Kornbread)
25. Day & Night (hợp tác với Kid Kudi)
26. Shooting Star (hợp tác với David Rush)
27. Mr. 305
28. Secret Admirer (DJ Buddha Remix)